# Philaccolus lineatoguttatus
Philaccolus lineatoguttatus är en skalbaggsart som först beskrevs av Régimbart 1894.  Philaccolus lineatoguttatus ingår i släktet Philaccolus och familjen dykare. Inga underarter finns listade i Catalogue of Life.